# Welin (rejon złoczowski)
Welin lub Księżyki (ukr. Велин) – wieś na Ukrainie w rejonie złoczowskim obwodu lwowskiego.

## Historia
Dawniej część Ponikowicy.
Do 2020 w rejonie brodzkim. 